# Elva (stacja kolejowa)
Elva – stacja kolejowa w miejscowości Elva, w prowincji Tartu, w Estonii. Położona jest na linii Tartu - Valga.

## Historia
Stacja powstała w czasach carskich. Początkowo nosiła nazwę Эльва (Elwa).

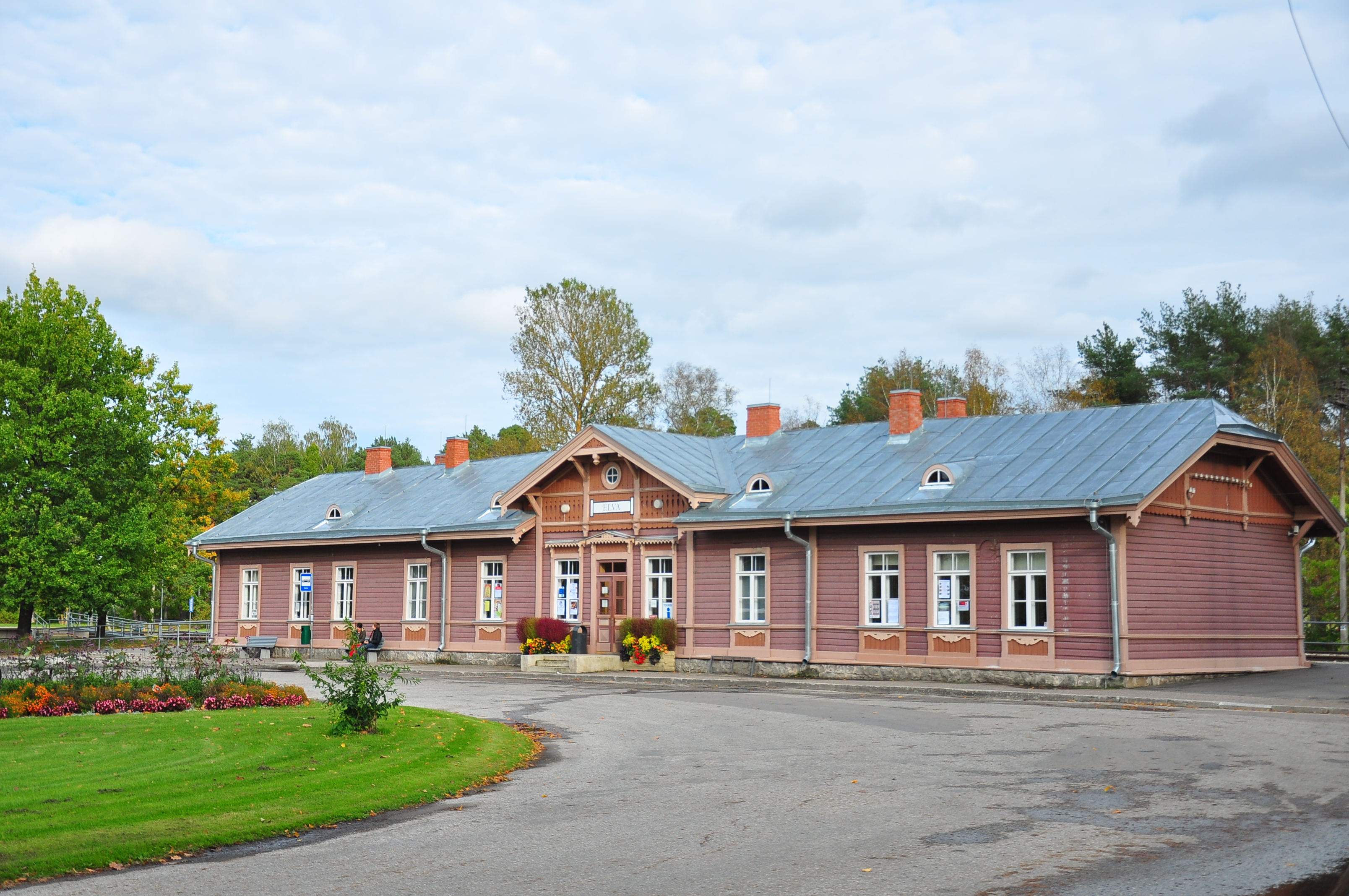
Budynek dworca
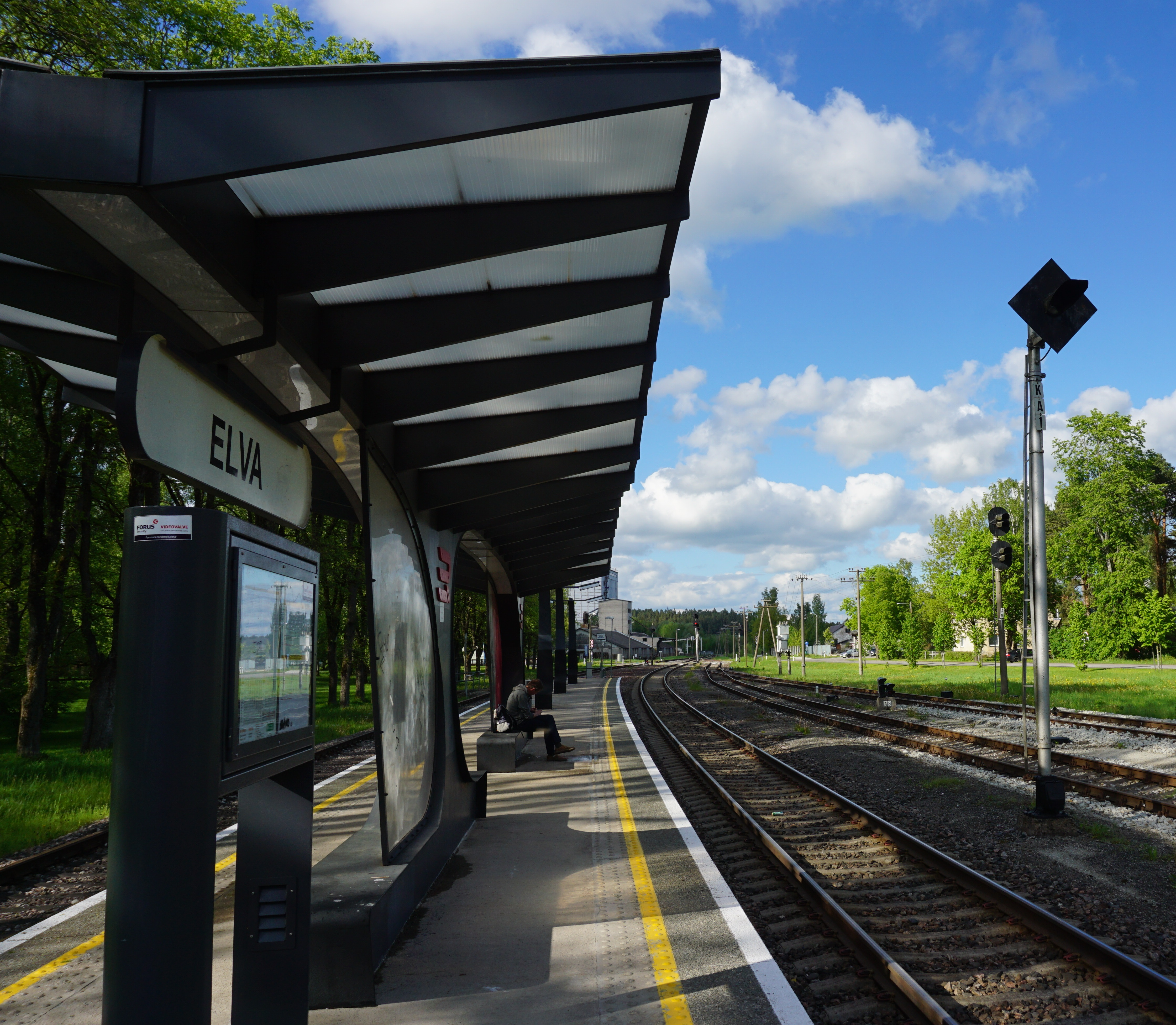
Peron
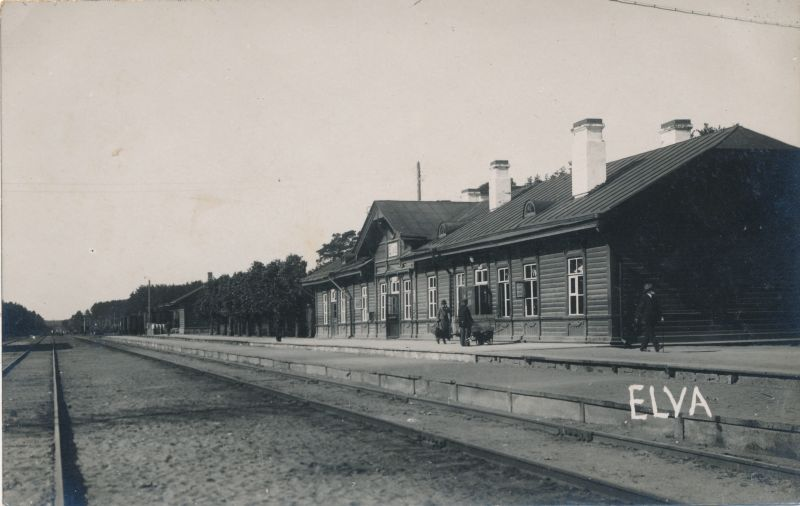
Stacja w okresie międzywojennym